# Hymne national du Chili
L'hymne national du Chili (Himno Nacional de Chile en espagnol) est une marche à quatre temps à la mesure 4/4 – mais aussi jouée de manière plus populaire en mesure 12/8. Cet hymne est parfois désigné par le premier vers de son refrain, Dulce Patria, recibe los votos (« Chère patrie, accepte notre dévotion / nos vœux »). Les paroles sont d'Eusebio Lillo et de Bernardo de Vera y Pintado et la musique de Ramón Carnicer.

## Paroles
Le texte est composé de six strophes et d'un refrain chanté entre chaque strophe.
Lors des cérémonies publiques, seuls le refrain écrit par Bernardo de Vera y Pintado) et la cinquième strophe d'Eusebio Lillo sont chantés.
| Paroles officielles (es) | Traduction française libre |
| --- | --- |

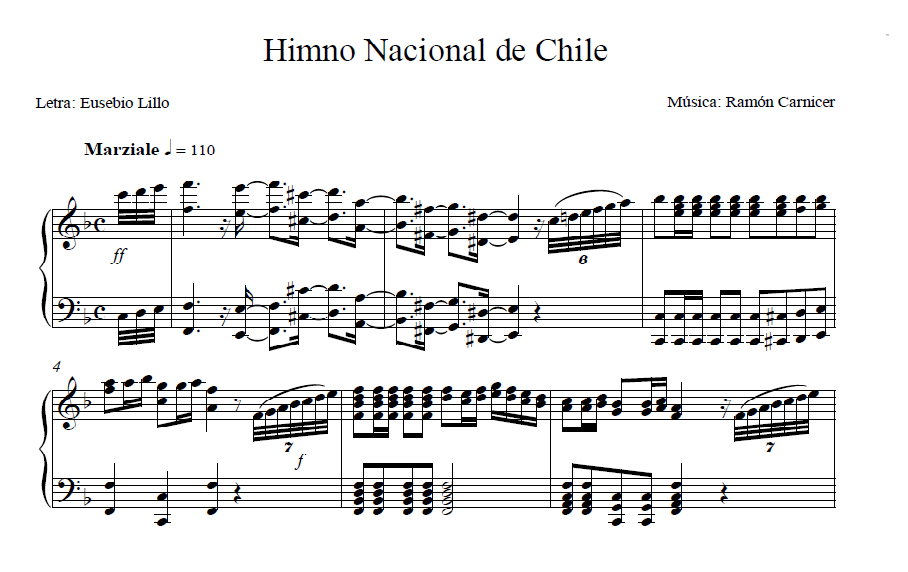
Hymne national du Chili.

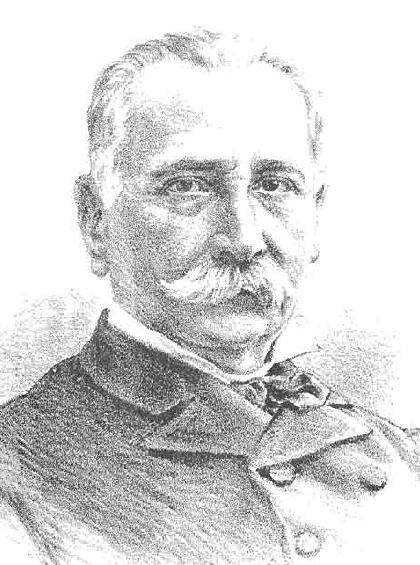
Eusebio Lillo, auteur de l'hymne national du Chili

| Estrofa 1 Ha cesado la lucha sangrienta; ya es hermano el que ayer invasor; de tres siglos lavamos la afrenta combatiendo en el campo de honor. El que ayer doblegábase esclavo hoy ya libre y triunfante se ve; ¡Libertad! es la herencia del bravo, la Victoria se humilla a su pie. ¡Libertad! es la herencia del bravo, la Victoria se humilla a su pie. Coro Dulce Patria, recibe los votos con que Chile en tus aras juró: Que o la tumba serás de los libres, o el asilo contra la opresión. Que o la tumba serás de los libres, o el asilo contra la opresión. Que, o la tumba serás de los libres, o el asilo contra la opresión. Estrofa 2 Alza, Chile, sin mancha la frente; conquistaste tu nombre en la lid; siempre noble, constante y valiente te encontraron los hijos del Cid. Que tus libres tranquilos coronen a las artes, la industria y la paz, y de triunfos cantares entonen que amedrenten al déspota audaz. y de triunfos cantares entonen que amedrenten al déspota audaz. Coro Estrofa 3 Vuestros nombres, valientes soldados, que habéis sido de Chile el sostén, nuestros pechos los llevan grabados; los sabrán nuestros hijos también. Sean ellos el grito de muerte que lancemos marchando a lidiar, y sonando en la boca del fuerte hagan siempre al tirano temblar. y sonando en la boca del fuerte hagan siempre al tirano temblar. Coro Estrofa 4 Si pretende el cañón extranjero nuestros pueblos, osado, invadir; desnudemos al punto el acero y sepamos vencer o morir. Con su sangre el altivo araucano nos legó, por herencia, el valor; y no tiembla la espada en la mano defendiendo, de Chile, el honor y no tiembla la espada en la mano defendiendo, de Chile, el honor Coro Estrofa 5 Puro, Chile, es tu cielo azulado; puras brisas te cruzan también, y tu campo, de flores bordado es la copia feliz del Edén. Majestuosa es la blanca montaña que te dio por baluarte el Señor, y ese mar que tranquilo te baña te promete futuro esplendor. y ese mar que tranquilo te baña te promete futuro esplendor. Coro Estrofa 6 Esas galas, ¡oh, Patria!, esas flores que tapizan tu suelo feraz, no las pisen jamás invasores; con tu sombra las cubra la paz. Nuestros pechos serán tu baluarte, con tu nombre sabremos vencer, o tu noble, glorioso estandarte, nos verá, combatiendo, caer. o tu noble, glorioso estandarte, nos verá, combatiendo, caer. Coro | Couplet 1 La lutte sanglante a pris fin L'envahisseur d'hier est désormais un frère De trois siècles nous avons lavé la honte en combattant au champ d'honneur. Celui qui hier se pliait à l'esclavage aujourd'hui, est enfin libre et triomphant; La liberté est l'héritage des braves, La victoire s'incline à ses pieds. Refrain Chère patrie, acceptez notre dévotion avec laquelle le Chili a juré sur tes autels que tu seras la tombe des hommes libres, ou l'asile contre l'oppression. Couplet 2 Dresse-toi, Chili au front pur; Tu as gagné ton nom au combat ; toujours noble, constant et courageux Les enfants du Cid t'ont trouvé. Que tes batailles couronnent tranquillement les arts, l'industrie et la paix, Et que s'entonnent des chants de triomphe pour intimider le despote audacieux. Refrain Couplet 3 Vos noms, vaillants soldats, Qui ont été le pilier du Chili, Nos cœurs les gardent gravés; Nos enfants les connaissent aussi. Qu'ils soient le cri de la mort Qui nous libère quand nous marchons au combat Et résonnant dans la bouche des forts fassent toujours trembler le tyran. Refrain Couplet 4 Si le canon étranger prétend, téméraire, envahir nos villages, Dégainons sans tarder Et sachons vaincre ou mourir. Avec son sang, le fier Araucan nous a légué le courage en héritage, et l'épée ne tremble pas dans nos mains en défendant l'honneur du Chili. Refrain Couplet 5 Chili, pur est ton ciel bleuté; pures aussi sont les brises qui te survolent, et tes campagnes bordées de fleurs sont la copie joyeuse de l'Éden. Majestueuse est la montagne blanche que le Seigneur t'a donné comme place forte, et cette mer qui te baigne tranquillement te promet la splendeur future. Refrain Couplet 6 Ces atours, ô patrie, ces fleurs qui recouvrent ton sol fertile, ne seront jamais piétinées par les envahisseurs avec ton ombre qui les couvre de paix. Notre sein sera ta forteresse, Avec ton nom nous apprendrons à vaincre, ô toi, glorieuse bannière et nous verrons la fin des combats. Refrain |

## Historique

### Le premier hymne

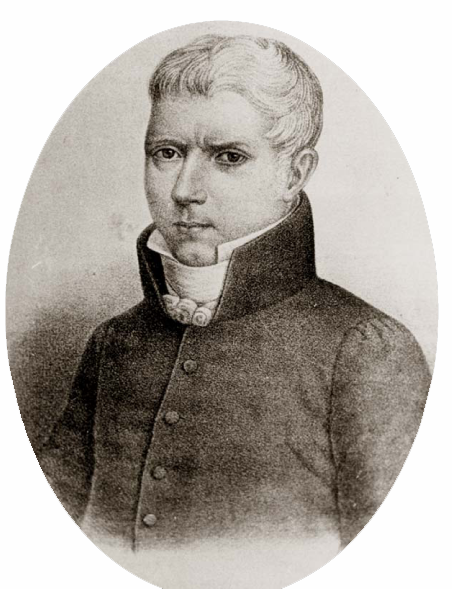
Bernardo de Vera y Pintado.

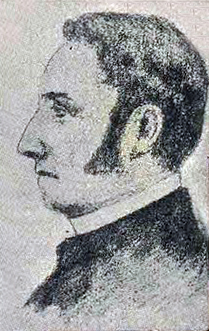
Manuel Robles Gutiérrez.

Le premier hymne national du Chili date de 1819, sur un texte du poète argentin-chilien Bernardo de Vera y Pintado, à la demande de Bernardo O'Higgins souhaitant des paroles pour l'hymne de cette nouvelle nation.
Il est chanté pour la première fois le 18 septembre 1819, lors des fêtes de septembre, sur l'air de l'hymne national de l'Argentine, faute de musique pour l'hymne chilien.
La composition du péruvien José Reverte n'a pas été retenue par Vera y Pintado et c'est le chilien Manuel Robles qui compose la musique de cet hymne.
Il est joué en public pour la première fois le 20 août 1820, avec grand succès.

### La version finale
Composé peu après l'indépendance et dans un esprit d'émancipation envers la tutelle coloniale espagnole, les paroles de l'hymne chilien sont très dures envers les Espagnols.
Les résidents espagnols au Chili se sont plaints des vers jugés xénophobes de l'hymne. Les relations avec l'Espagne s'étant normalisées, le jeune poète chilien Eusebio Lillo est chargé d'en écrire une nouvelle version, qui fut approuvée (en 1847) à l'exception de la strophe suivante :
Libertad, invocando tu nombre,
la chilena y altiva nación
y de extraña, humillante opresión
Depuis, la cinquième strophe est chantée avec le refrain.

### Dictature et troisième strophe
Sous le régime d'Augusto Pinochet, la troisième strophe est ajoutée au chant. Depuis, le fait de chanter la troisième strophe connote une marque d'attachement ou de soutien à la dictature militaire. En 1990, sous le gouvernement de Patricio Aylwin, la troisième strophe est officiellement supprimée, et seule la cinquième strophe est chantée. Les partisans de Pinochet continuent de la chanter en privé, mais la version officielle ne la contient plus.

## Loi et respect dû à l'hymne national
L'article 22 la Constitution chilienne de 1980 dispose que tout citoyen du Chili doit le respect à la République et à ses emblèmes nationaux. Les emblèmes nationaux du Chili étant le drapeau national, les armoiries de la République et l'hymne national. L'article 6 de la loi de sécurité de l'État (Decreto No. 890 de 1975) fait de l'offense publique à un emblème national un délit.